# Pri Gan
Pri Gan (hebrejsky פְּרִי גַּן, doslova „Ovocná zahrada“, v oficiálním přepisu do angličtiny Peri Gan) je vesnice typu mošav v Izraeli, v Jižním distriktu, v Oblastní radě Eškol.

## Geografie
Leží v nadmořské výšce 94 metrů na severozápadním okraji pouště Negev; v oblasti která byla od 2. poloviny 20. století intenzivně zúrodňována a zavlažována a ztratila charakter pouštní krajiny. Jde o zemědělsky obdělávaný pás přiléhající k pásmu Gazy a navazující na pobřežní nížinu. Jižně od tohoto sídelního pásu ovšem ostře začíná zcela aridní oblast pouštního typu zvaná Cholot Chaluca.
Obec se nachází 18 kilometrů od břehu Středozemního moře, cca 102 kilometrů jihojihozápadně od centra Tel Avivu, cca 101 kilometrů jihozápadně od historického jádra Jeruzalému a 40 kilometrů západně od města Beerševa. Pri Gan obývají Židé, přičemž osídlení v tomto regionu je etnicky převážně židovské. 5 kilometrů severozápadním směrem ale začíná pásmo Gazy s početnou arabskou (palestinskou) populací. 8 kilometrů na západ leží izraelsko-egyptská hranice.
Pri Gan je na dopravní síť napojen pomocí místních komunikací, které ústí do lokální silnice 232.

## Dějiny
Pri Gan byl založen v roce 1981. Leží v kompaktním bloku zemědělských vesnic Chevel Šalom, do kterého spadají obce Avšalom, Dekel, Cholit, Jated, Jevul, Kerem Šalom, Pri Gan, Sdej Avraham, Sufa a Talmej Josef. Zakladateli obce jsou osadníci z vesnice Pri'el, která vznikla už roku 1978 na Sinajském poloostrově jako jedna z izraelských osad, které tam byly zřizovány během izraelské kontroly tohoto egyptského území po roce 1967. Původně šlo o polovojenské sídlo typu Nachal, později přeměněné na ryze civilní vesnici. Stála nedaleko od města Jamit. Tato původní sinajská osada byla ale vystěhována v důsledku podpisu egyptsko-izraelské mírové smlouvy, kdy Izrael území Sinaje vrátil Egyptu. Roku 1981 pak 15 rodin evakuovaných obyvatel z Pri'el založilo v nynější lokalitě mošav Pri Gan. Postupně přijal dalších 15 rodin.
V obci funguje plavecký bazén a sportovní areály. V okolních osadách je k dispozici obchod se smíšeným zbožím a synagoga. Místní ekonomika je založena na zemědělství (pěstování květin a zeleniny). Část obyvatel za prací dojíždí mimo obec.

## Demografie
Obyvatelstvo mošavu je sekulární. Podle údajů z roku 2014 tvořili naprostou většinu obyvatel v Pri Gan Židé (včetně statistické kategorie "ostatní", která zahrnuje nearabské obyvatele židovského původu ale bez formální příslušnosti k židovskému náboženství).
Jde o menší obec vesnického typu s dlouhodobě rostoucí populací. K 31. prosinci 2014 zde žilo 223 lidí. Během roku 2014 populace stoupla o 15,5 %.
| Rok            | 1983 | 1995 | 2001 | 2003 | 2004 | 2005 | 2006 | 2007 | 2008 | 2009 | 2010 | 2011 | 2012 | 2013 | 2014 |
| -------------- | ---- | ---- | ---- | ---- | ---- | ---- | ---- | ---- | ---- | ---- | ---- | ---- | ---- | ---- | ---- |
| Počet obyvatel | 116  | 131  | 135  | 139  | 125  | 131  | 123  | 128  | 137  | 147  | 160  | 170  | 181  | 193  | 223  |